# Grande Prêmio da Suécia de 1975
Resultados do Grande Prêmio da Suécia de Fórmula 1 realizado em Anderstorp em 8 de junho de 1975. Sétima etapa da temporada, teve como vencedor o austríaco Niki Lauda, da Ferrari.

## Resumo
Discreto nas primeiras corridas do ano, o austríaco Niki Lauda reagiu de maneira vigorosa e venceu três corridas consecutivas e agora ocupa a liderança do mundial de pilotos com dez pontos de lambujem sobre o argentino Carlos Reutemann enquanto o desempenho do bicampeão mundial, Emerson Fittipaldi, caiu bruscamente, pois embora tenha ficado em segundo lugar em Mônaco, não pontuou na Bélgica por um defeito nos freios traseiros e agora viu tal problema se repetir na etapa sueca, infortúnios que o derrubaram para o terceiro lugar na classificação com 21 pontos contra os 32 de Lauda.

## Classificação da prova
| Pos. | Nº | Piloto             | Construtor      | Voltas | Tempo/Diferença        | Grid | Pontos |
| ---- | -- | ------------------ | --------------- | ------ | ---------------------- | ---- | ------ |
| 1    | 12 | Niki Lauda         | Ferrari         | 80     | 1:59:18.319            | 5    | 9      |
| 2    | 7  | Carlos Reutemann   | Brabham-Ford    | 80     | + 6.288                | 4    | 6      |
| 3    | 11 | Clay Regazzoni     | Ferrari         | 80     | + 29.095               | 12   | 4      |
| 4    | 27 | Mario Andretti     | Parnelli-Ford   | 80     | + 44.380               | 15   | 3      |
| 5    | 28 | Mark Donohue       | Penske-Ford     | 80     | + 1:30.763             | 16   | 2      |
| 6    | 23 | Tony Brise         | Hill-Ford       | 79     | + 1 volta              | 17   | 1      |
| 7    | 3  | Jody Scheckter     | Tyrrell-Ford    | 79     | + 1 volta              | 8    |        |
| 8    | 1  | Emerson Fittipaldi | McLaren-Ford    | 79     | + 1 volta              | 11   |        |
| 9    | 5  | Ronnie Peterson    | Lotus-Ford      | 79     | + 1 volta              | 9    |        |
| 10   | 32 | Torsten Palm       | Hesketh-Ford    | 78     | Pane seca              | 21   |        |
| 11   | 26 | Alan Jones         | Hesketh-Ford    | 78     | + 2 voltas             | 19   |        |
| 12   | 4  | Patrick Depailler  | Tyrrell-Ford    | 78     | + 2 voltas             | 2    |        |
| 13   | 14 | Bob Evans          | BRM             | 78     | + 2 voltas             | 23   |        |
| 14   | 20 | Damien Magee       | Williams-Ford   | 78     | + 2 voltas             | 22   |        |
| 15   | 6  | Jacky Ickx         | Lotus-Ford      | 77     | + 3 voltas             | 18   |        |
| 16   | 18 | John Watson        | Surtees-Ford    | 77     | + 3 voltas             | 10   |        |
| 17   | 30 | Wilson Fittipaldi  | Fittipaldi-Ford | 74     | + 6 voltas             | 25   |        |
| Ret  | 16 | Tom Pryce          | Shadow-Ford     | 53     | Spun off               | 7    |        |
| Ret  | 21 | Ian Scheckter      | Williams-Ford   | 49     | Pneus                  | 20   |        |
| Ret  | 22 | Vern Schuppan      | Hill-Ford       | 47     | Transmissão            | 26   |        |
| Ret  | 8  | José Carlos Pace   | Brabham-Ford    | 41     | Rodou                  | 6    |        |
| Ret  | 17 | Jean-Pierre Jarier | Shadow-Ford     | 38     | Motor                  | 3    |        |
| Ret  | 9  | Vittorio Brambilla | March-Ford      | 36     | Transmissão            | 1    |        |
| Ret  | 2  | Jochen Mass        | McLaren-Ford    | 34     | Superaquecimento       | 14   |        |
| Ret  | 24 | James Hunt         | Hesketh-Ford    | 21     | Freios                 | 13   |        |
| Ret  | 10 | Lella Lombardi     | March-Ford      | 10     | Sistema de combustível | 24   |        |

## Tabela do campeonato após a corrida
| Pos. | Piloto             | Pontos |
| ---- | ------------------ | ------ |
| 1    | Niki Lauda         | 32     |
| 2    | Carlos Reutemann   | 22     |
| 3    | Emerson Fittipaldi | 21     |
| 4    | José Carlos Pace   | 16     |
| 5    | Jody Scheckter     | 15     |

| Pos. | Construtor   | Pontos  |
| ---- | ------------ | ------- |
| 1    | Ferrari      | 35      |
| 2    | Brabham-Ford | 33 (35) |
| 3    | McLaren-Ford | 26,5    |
| 4    | Tyrrell-Ford | 19      |
| 5    | Hesketh-Ford | 7       |

- Nota: Somente as primeiras cinco posições estão listadas. A temporada de 1975 foi dividida em dois blocos de sete corridas onde cada piloto descartaria um resultado. Neste ponto esclarecemos: na tabela dos construtores figurava somente o melhor colocado dentre os carros do mesmo time.